# PERT
Na administração, o Program Evaluation and Review Technique (PERT), cuja tradução literal para o português seria "técnica de avaliação e revisão de programas" é uma ferramenta utilizada no gerenciamento de projetos.

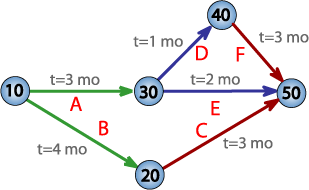
Gráfico de rede PERT para um projeto de 7 meses com cinco marcos (10 até 50) e seis atividades (A até F).

As técnicas denominadas PERT e CPM foram independentemente desenvolvidas para a Gestão e Controle de Projetos em torno de 1950, porém a grande semelhança entre estas fez com que o termo PERT/CPM fosse utilizado corriqueiramente como apenas uma técnica. 
Os termos PERT e CPM são acrônimos de Program Evaluation and Review Technique (PERT) e Critical Path Method (CPM).
Exemplos de Projetos que podem utilizar PERT/CPM:  

1. Construção de uma planta  

2. Pesquisa e desenvolvimento de um produto     

3. Produção de filmes     

4. Construção de navios     

5. Instalação de um sistema de informações    

6. Condução de campanhas publicitárias, entre outras.   

PERT e CPM utilizam principalmente os conceitos de Redes (Grafos) para planejar e visualizar a coordenação das atividades do projeto.
Enquanto PERT é o cálculo a partir da média ponderada de 3 durações possíveis de uma atividade (otimista, mais provável e pessimista), CPM é um método de apuração do caminho crítico dada uma sequência de atividades, isto é, quais atividades de uma sequência não podem sofrer alteração de duração sem que isso reflita na duração total de um projeto. Desta maneira, classificando-os em função do tratamento, a rede PERT é probabilística e o CPM é determinístico.
Alguns exemplos clássicos de aplicação de PERT/CPM é a gestão e planejamento da construção civil, mecânica, naval, etc.